# 1888 v športu
1888 v športu.

## Bejzbol
- World Series - New York NL premagajo St Louis AA s 6-4 v tekmah
- Zadnja od mnogo prilagoditev končno določi štiri žoge in tri udarce za en »sprehod« in strikeout.

## Golf
- Odprto prvenstvo Anglije - zmagovalec Jack Burns
- Britansko amatersko prvenstvo - zmagovalec John Ball

## Konjske dirke
- 14. maj: Kentucky Derby - zmagovalec MacBeth II
- Preakness - zmagovalec Refund
- Belmont Stakes - zmagovalec Sir Dixon

## Nogomet

### Anglija
- 7. april: Tinsley Lindley zadene na deveti zaporedni tekmi za Anglijo, s čimer postavi še danes veljavni rekord
- Ustanovljena je The Football League; 12 moštev je razvrščenih v eno divizijo
- FA Cup - West Bromwich Albion premagajo Preston North End z 2-1
- Ustanovljen je Barnet F.C.
- Walsall Town in Walsall Swifts se združita v Walsall F.C. Prvotno so sicer igrali pod imenom Walsall Town Swifts.

### Škotska
- Ustanovljen je Celtic F.C.

## Veslanje
- Regata Oxford-Cambridge - zmagovalec Cambridge

## Rojstva
- 1. avgust — Charles Winslow, južnoafriški tenisač († 1963)
- 14. december — Harold Hardwick, avstralski plavalec v prostem slogu († 1959)